# Sardār
Sardār (in persiano سردار‎, lett. "comandante"), scritto anche come sirdar, sardaar o serdar, è un titolo nobiliare che è stato originariamente usato per indicare principi, nobili e altri aristocratici. Il titolo è stato anche impiegato per indicare un capo o un capo di una tribù o di un gruppo e viene usato come sinonimo persiano del titolo arabo Amīr.
Il termine è originario dal persiano ed è stato storicamente utilizzato in Persia (Iran), Impero ottomano e Turchia (come "serdar"), Mesopotamia (ora Iraq), Siria, Asia meridionale (Pakistan, India e Nepal), nel Caucaso, in Asia centrale, nei Balcani e in Egitto (come "Sirdar").
Il termine è stato ampiamente utilizzato dalla nobiltà marāthā per indicare quanti occupavano posti di rilievo nei vari territori dell'Impero maratha.
Con il declino del feudalesimo, il termine sardār ha poi indicato un capo di Stato, un comandante in capo e un rango militare dell'esercito. Come grado militare,  contrassegnava tipicamente il comandante del capo o l'ufficiale militare di rango più alto di un esercito, simile al moderno maresciallo di campo, al generale dell'esercito o al capo dell'esercito. Il titolo amministrativo di sirdār-bahādur (lett. "Comandante valoroso") indicava un governatore generale o un Primo ministro (o Peshwa) di una provincia, simile a un viceré britannico.
Nell'alpinismo himalayano, un sirdār è un leader locale degli Sherpa. Il termine sardar è anche usato colloquialmente per riferirsi ai seguaci maschi adulti del sikhismo, in quanto un gran numero di sikh serve da tempo in posizioni di alto rango all'interno dell'esercito indiano. Il termine a volte è stato usato anche per descrivere musulmani punjabi.

## Impero ottomano
Serdar (turco ottomano: سردار) nell'Impero ottomano era un grado militare. il serdar serviva soprattutto ai confini dell'Impero ottomano ed era responsabile della sicurezza di quei territori. Il termine Serdar-ı Ekrem o (Serdar-ı Azam)  indicava il comandante in capo con il più alto rango e quindi talvolta si riferiva al Gran visir dell'Impero ottomano. Il grado militare di Serdar venne poi sostituito negli ultimi decenni dell'età imperiale dal grado di Birinci Ferik.
Il termine Serdar era diffuso anche nella penisola balcanica e venne usato nel Principato del Montenegro e nel Principato di Serbia come titolo onorario, inferiore a quello di vojvoda. Janko Vukotić, generale ed ex Primo ministro del Montenegro, aveva il titolo di Serdar.

## Afghanistan
Nel Regno dell'Afghanistan l'originale titolo di Nishān-i Sardārī, istituito dal Re Amānullāh Khān nel 1923, veniva conferito dal monarca per eccezionale servizi alla corona. Coloro cui veniva conferito ricevevano il titolo di Sardār-i ʿĀla (Comandante supremo) o Sardār-i ʿĀli che anteponevano ai loro nomi e ricevevano anche dei terreni. Il titolo venne soppresso nel 1929, quando con un colpo di Stato Habibullah Kalakānī rovesciò Amānullāh Khān instaurando l'Emirato dell'Afghanistan, che venne a sua volta rovesciato pochi mesi dopo da Moḥammed Nāḍir Shāh che restaurò la monarchia facendo giustiziare Ḥabībullāh Kalakānī. Il titolo di Sardār venne restaurato da Moḥammed Ẓāhir Shāh successore di Moḥammed Nāḍir Shāh. Inoltre in Afghanistan molti importanti capi tribali venivano designati come Sardār. 

## Egitto
In Egitto, il titolo di sirdār (in arabo سردار‎?), durante l'occupazione britannica, era assegnato al comandante britannico dell'esercito egiziano, controllato da britannici dal 1883 al 1937. Il sirdār aveva la sua sede presso la Sirdariyya, un edificio di tre blocchi a Zamalek, che era anche la sede dell'Intelligence militare britannica in Egitto. Il primo uso della parola sardār o sirdār in lingua inglese risale al 1595. Dopo la rivoluzione egiziana del 1952 che ha abolito la monarchia e trasformato l'Egitto in una repubblica, il grado è stato sostituito nel 1958 con quello di Farīq awwal (in arabo فريق أول‎?), traducibile con colonnello generale.